# Vicky Hynes
Pour les articles homonymes, voir Hynes.
Vicky Hynes (connue aussi sous le nom de Victoria Lankester), née le 30 mars 1981 à Ipswich, est une joueuse professionnelle de squash représentant l'Angleterre. Elle atteint le 32e rang mondial en mars 2003, son meilleur classement. Elle est championne d'Europe junior en 1999.

## Palmarès

### Titres
- Championnats d'Europe junior : 1999

### Finales
- Championnats d'Europe : 2004